# ヨン・ロッグ
ヨン・ロッグ（Yon-Rogg）は、マーベル・コミックが出版するアメリカン・コミックスに登場するキャラクターである。“クリー”の軍司令官で、“スプリーム・インテリジェンス”に代わって地球を監視するために派遣された。キャロル・ダンバース/キャプテン・マーベルの敵として描写される。

## 発行履歴
ヨン・ロッグはスタン・リーとジーン・コーランによって作成され、1967年12月の『マーベル・スーパーヒーローズ』第12号に初登場した。

## キャラクター経歴
“クリー”軍将校ヨン・ロッグは、クリー帝国が所有する宇宙船“パマ”で大尉マー＝ベルと船医のユーナに出会い、スクラル人や寄生体ブルードと激しい戦闘などを経て、“スプリーム・インテリジェンス”によって地球に送られた宇宙船“ヘリオン”の司令官に就任し、地球の調査を行っているうちに、ユーナに想いを寄せるようになった。だがヨン・ロッグは、彼女がマー＝ベルを愛していると知るや、彼に対して深い嫉妬心を抱き、ユーナが自分のものにしようし、その一環として、地球にマー＝ベルを派遣し、眠っていたセントリーを解き放ってマー＝ベルの追放に成功。ヨン・ロッグはロナン・ジ・アキューザーに連絡し、マー＝ベルの行動について判断を下させようとするが、その申し出は断られた。
それからヨン・ロッグはマー＝ベルを謀殺するため、彼をスーパースクラルと戦わせたり、非常に危険なバクテリアを運ぶ宇宙ロケットの妨害を命じたほか、ネイモアに敗北した彼を数回に裁判にかけ、マー＝ベルとキャロル・ダンバースの仲を利用してユーナが嫉妬し続けるよう仕向けるなど、マー＝ベルに嫌がらせ同然の命令や任務の妨害を繰り返すようになった。
ロナンからダンバースと友情を築き始めるようになったマー＝ベルを処刑するように命じられると、ヨン・ロッグは喜んで引き受け、クリーの兵士を率いるが、アーコンとの戦いで敵の集中砲火を受けて致命傷を負ったユーナは命を落とすこととなり、紆余曲折の末ヨン・ロッグはマー＝ベルと直接対決し、敗北した。
ヨン・ロッグはマー＝ベルに対する次の陰謀としてダンバースを捕らえ、ヨン・ロッグは“サイキ・マグニトロン”を使って作った“マンドロイド”と共にマー＝ベルに挑んだ。その結果マンドロイドはマー＝ベルに破壊され、サイキ・マグニトロンが暴走し爆発すると、ヨン・ロッグも身体が分子レベルにまでバラバラになってしまった。また、ダンバースは、負傷した代わりにサイケ・マグニトロンのエネルギーにさらされ、“ミズ・マーベル”になった。
ヨン・ロッグは後にサイキ・マグニトロンの爆発を生き延びたことが明らかになり、彼女の脳に留まっているマグニトロンの破片を介してダンバースとのテレパシーリンクを獲得した。ダンバースからサイケ・マグニトロンの残骸を盗んだ後、ヨン・ロッグはそれをクリー帝国に渡そうとしたが、断られた。その後、彼は“マグニトロン”と名乗り、ニューヨークにクリー帝国を落下させようとした。だが、ダンバースの救援依頼を受けた“アベンジャーズ”のスティーブ・ロジャース/キャプテン・アメリカに敗北した。

## 能力・スキル
ヨン・ロッグは、最先端の軍事訓練を受けてことから、一般のクリー人の中でも超怪力、敏捷性、スタミナ、耐久力に優れ、素手での戦闘にも長けている。基本的には素手で戦う戦闘スタイルを得意としており、マー＝ベルとも互角に渡り合えるほどの技能を有している。また、マグニトロンと化したことで、クリーの武器から知性を持った兵器まで、あらゆる戦闘兵器を生み出せる能力を会得し、これらを巧みに駆使する。

## その他のバージョン

### アルティメット・マーベル
『アルティメット・マーベル』における宇宙では、ニューメキシコの宇宙ステーション-Qのプログラマーの一人ヤン・ロッグとして存在していることがマール・ヴェールによって言及され、マーを侮辱したほか、インビジブル・ウーマンに倒された。

### Earth-X
『Earth X』においては、亡霊の一部のヨー・ロッグとされている。

## MCU版
『マーベル・シネマティック・ユニバース』（MCU）の映画『キャプテン・マーベル』ではジュード・ロウが演じる。日本語吹替は森川智之が担当。

### キャラクター像
“クリー帝国”の国民から英雄と慕われる“スターフォース”の隊長。かつては記憶を失ったヴァース（キャロル・ダンヴァース/キャプテン・マーベル）の教練も担当しており、彼女に戦術のみならず、クリーの戦士としての心得と、感情を抑えることを徹底して教え込んできた。
厳格かつ冷静沈着で、統率力もあるなど一部隊の指揮官として優れており、“スプリーム・インテリジェンス”に対しては「様」付けで呼ぶほど非常に崇拝・信奉している。“スクラル人”撲滅に執念を燃やしながらも、過激派であるロナン・ジ・アキューザーよりは犠牲を出さないよう細心の注意を払う反面、敵対者や裏切り者は完膚無きまでに叩き潰そうとする冷徹さや、ヴァースやロナンのような利用できる者は巧言令色に丸め込んででも利用しようとする無情さも併せ持ち、特にヴァースに対しては良き指南役のように振る舞いつつ尊大な言動や態度を度々露わにしている。
実は1989年に、地球で実験飛行中のウェンディ・ローソン（マー・ベル）を裏切り者として襲撃・射殺し、エンジンの破壊で“テッセラクト”の力を得て気絶したキャロルを拉致し、スプリーム・インテリジェンスの指示で彼女をクリーの戦士として利用するために、記憶の改竄処置と自らの血液投与を施した張本人だった。

### 能力・スキル
能力を抑制されたヴァースを容易く凌ぐ体術を用いるほか、空軍のテストパイロットであったキャロルでも視認できない距離からマー・ベルに致命的な一撃を与えたり、“バイナリー・パワー”に覚醒して自身を遥かに上回るほどの力を発揮するキャロルをある程度あしらい続けるなど、武装・非武装状態問わず高い戦闘技術と機転の良さ、宇宙船操縦の腕を持つ。

### 武装
スターフォースのユニフォームやピストル、マグニトロン・ガントレットを駆使する。

### 描写
『キャプテン・マーベル』
物語の前半からスターフォースを率いて“トルファ”でスクラル撲滅のために戦うも、スクラルの作戦に嵌ったヴァースと離れ離れとなってしまう。彼女が降り立った地球へ向かいながら、記憶を取り戻しつつあるヴァースに真実を知られないよう限られた通信で情報交換しながら念を押すが、キャロルが記憶を取り戻して騙されていたことに気がつくと知るや、本性を表してノーレックスも射殺し、マー・ベルのラボを部下たちと襲撃してキャロルをスプリーム・インテリジェンスの力で完全に屈服させようとした。
だがキャロルが覚醒したことで失敗。ニック・フューリーたちも抵抗したため応戦せざるを得なくなって、反撃してきたキャロルをことごとくいなし、スペース・ポッドを駆ってフューリーやマリア・ランボーたちが搭乗する“クワドジェット”を追撃するなど善戦したが、キャロルにポッドを撃墜されて地球に落着。ロナンの艦隊を敗走させた彼女と直接対峙し、自身を“ヴァースの師”としてアピールするように徒手武術での一騎打ちを迫った。しかし、彼女の“フォトンブラスト”1発を喰らってあっさりと敗北。力尽きた状態でキャロルによってポッドへ乗せ込まれ、惑星“ハラ”へと強制送還される。

## その他のメディア
- 2010年のテレビアニメ『アベンジャーズ 地球最強のヒーロー』ではフレッド・タタショアが声をあてた。
- ビデオゲーム『LEGO マーベル アベンジャーズ』におけるヨン・ロッグ/マグニトロンは、 ボスキャラクターとして登場するほか、DLCを介してプレイヤーキャラクターとしても操作可能となる[16]。